# Ferdinand Kottek
Ferdinand Kottek (* 27. April 1874 in Korneuburg; † 5. Juni 1955 ebenda) war ein österreichischer Politiker (CSP) und Gastwirt. Kottek war von 1927 bis 1932 Abgeordneter zum Landtag von Niederösterreich.
Kottek absolvierte nach dem Besuch der Volks- und Bürgerschule eine Lehre im Gastgewerbe und war in der Folge als Gastwirt in Korneuburg tätig. Er gehörte dem örtlichen Gemeinderat an, hatte von 1919 bis 1922 das Amt des Vizebürgermeisters inne und übernahm zwischen 1922 und 1938 das Amt des Bürgermeisters. Unter seiner Ägide wurde die Rollfähre nach Klosterneuburg eingerichtet. Kottek erhielt den Berufstitel Kommerzialrat und vertrat die Christlichsoziale Partei zwischen dem 20. Mai 1927 und dem 21. Mai 1932 im Niederösterreichischen Landtag.
In Korneuburg wurde die Ferdinand-Kottek-Straße nach ihm benannt.
Seit 1927 war er Ehrenmitglied der katholischen Studentenverbindung KaV Danubia Wien-Korneuburg.